# Petter Renäng
Petter Renäng (* 26. Juli 1981 in Karlstad) ist ein ehemaliger schwedischer Radrennfahrer.
Petter Renäng gewann 1999 das bedeutende internationale Junioren-Rennen Trofeo Karlsberg im Saarland. Ab dem folgenden Jahr fuhr er für das Radsportteam Team Crescent. 2001 gewann er das Straßenrennen zur offenen skandinavischen Meisterschaft. 2003 wechselte er zu Team Bianchi Scandinavia. Ein Jahr später wurde er schwedischer Straßenmeister und siegte beim Östgötaloppet, einem der ältesten Straßenrennen in Schweden. Daraufhin wechselte er zu dem deutschen Continental Team Comnet-Senges und wurde in diesem Jahr schwedischer Zeitfahrmeister wurde. 2004 und 2007 war er im Solleröloppet erfolgreich. 2006 fuhr er für das jetzige belgische UCI ProTeam Unibet.com und beendete anschließend seine Karriere.
Petter Renäng ist der ältere Bruder Viktor, der ebenfalls Radrennfahrer war.

## Palmarès
1999
- Gesamtwertung und eine Etappe Trofeo Karlsberg

2004
- Schwedischer Meister – Straßenrennen

2005
- Schwedischer Meister – Einzelzeitfahren

## Teams
- 2000–2002 Crescent
- 2003 Team Bianchi Scandinavia
- 2004 Team Bianchi Nordic
- 2005 ComNet-Senges
- 2006 Unibet.com